# Lord-diszkográfia
Ez a szócikk a Lord zenekar stúdióalbumait, kislemezeit, válogatásalbumait és a Lord zenekar tagjainak szólólemezeit tartalmazza.

## Stúdióalbumok
- 1985 – Big City Lights (LP / CD) - 2012-ben CD-n újra kiadva, felújított hangzással
- 1988 – Szemedben a csillagok (LP / CD) - 2012-ben  CD-n újra kiadva, felújított hangzással, bónusz kislemezdalokkal, videóklippel. 2022-ben CD-n újra kiadva.
- 1989 – Ragadozók (LP / CD) - 2012-ben CD-n újra kiadva, felújított hangzással, bónusz angol nyelvű kislemezdalokkal, videóklippel. 2022-ben CD-n újra kiadva.
- 1990 – Lord 3 (LP / CD) - 2012-ben CD-n újra kiadva, felújított hangzással, bónusz videóklippel
- 1992 – Az utca kövén (LP / CD) - 2012-ben CD-n újra kiadva, felújított hangzással, bónusz videóklippel
- 1993 – Olcsó és ügyes (CD) -2012-ben újra kiadva, felújított hangzással
- 2002 – Lord 2002 (CD) - 2012-ben újra kiadva, felújított hangzással, bónusz demófelvételekkel
- 2006 – Kifutok a világból (CD) - 2012-ben újra kiadva, felújított hangzással, bónusz koncert DVD-vel (Kifutok a világból lemezbemutató koncert, Nem állunk meg soha - 35 éves jubileumi koncert)[1]
- 2010 – Örökké (CD / CD + DVD)[2]
- 2017 – Lord 45 (LP / CD)[3]

## Kislemezek
- 1986 – Akarom őt (7" SP)
- 1988 – Holló, róka (7" SP)

## Középlemez
- 1989 – Be The Light (12" maxi)

## Válogatásalbum
- 1990 – Lord (válogatás) (CD)

## Újrafelvett válogatások / Remake albumok
- 1995 – Fehér galamb (remake) (CD) – Sipőcz Rock Band (Lord 1972–1982)
- 1997 – Kőszív (remake) (CD) – Sipőcz Rock Band (Lord 1972–1982)
- 2009 – Szóljon a Lord (remake) (2 CD)[4]

## Koncertfelvételek
- 1996 – Live I. (MC) – 1996, Budapest - újrakiadás CD-n: 2012,Hammer Records, Budapest
- 1998 – Live II. (MC) – 1996, Budapest - újrakiadás  CD-n: 2012,Hammer Records, Budapest
- 2006 – Kifutok a világból (lemezbemutató koncert) (DVD) – 2006, Budapest (újrakiadás: 2012, a Kifutok a világból bónuszaként)
- 2007 – Nem állok meg soha (35. születésnapi koncert) (DVD) – 2007, Szombathely (újrakiadás: 2012, a Kifutok a világból bónuszaként)[5]
- 2010 – Sitke 2008 (DVD) – Az Örökké című album első kiadásának a melléklete
- 2012 –  40 éves jubileumi koncert (2CD + DVD) – 2012. 09. 15. Bp., Pecsa
- 2018 –  Lord 45 Aréna Koncert - Számítunk rátok (2CD + DVD) – 2017. 02. 11. Bp., Papp László Budapest Sportaréna
- 2024 –  Lord 50 -–  Neked Soha Nem Elég (2CD+DVD, USB Pendrive) -– 2022. 12. 03. Bp., Barba Negra Red Stage (előkészületben, megjelenés:2024.09.27.)

## A zenekar tagjainak szólóalbumai
- 1990 – Gidófalvy Attila: Tízparancsolat (LP) – 1990, Budapest -újrakiadás CD-n: 2002,Hungaroton, Budapest- közreműködött Pohl Mihály énekes[6]
- 2011 – Loui: Solid Solo Songs (CD) – 2011, Hammer Records, Budapest - Gyurik Lajos dobos szólólemeze[7]
- 2014 – Pohl Mihály: Lazán és könnyedén (CD) – 2014, Hammer Records, Budapest - közreműködött Apró Károly és Gidófalvy Attila[8][9]

## Külső hivatkozások
- Lord zenekar hivatalos honlapja
- LordInfo.hu
- Lord zenekar albumai a discog-on
- Pohl Mihály - Lazán és könnyedén Archiválva 2017. december 22-i dátummal a Wayback Machine-ben - hardrock.hu